# Martin Sjöstedt
Martin Sjöstedt –  (Sjoestedt), född 9 april 1978 i Uppsala, känd som svensk multiinstrumentalist, primärt som kontrabasist och pianist av internationella mått, men även som habil tenorsaxofonist.  Martin är dessutom känd som kompositör och arrangör för ett antal storband, bl.a Stockholm Jazz Orchestra och Norrbotten Big Band.. 
Förutom skivor under eget namn förekommer Martin Sjöstedt på mer än hundratalet skivinspelningar, både som pianist och basist.
2013 gav Stockholm Jazz Orchestra ut skivan In the Blink of an Eye med musik, specialskriven för orkestern, komponerad och arrangerad av Sjöstedt.
För tillfället arbetar Martin Sjöstedt som basist med två fasta grupper; LSD – (Lindborg, Sjöstedt och Daniel) samt Martin Sjöstedt Walk Tall. I gruppen ingår dessutom Karl Olandersson på trumpet, Per ”Ruskträsk” Johansson altsax, Leo Lindberg piano/orgel, Moussa Fadera trummor.
Sjöstedt spelat med bland annat Joe Lovano, Peter Erskine, Jimmy Cobb, Tim Hagans, Dick Oatts, Maria Schneider, Randy Brecker, Jim McNeely, Konrad Herwig, Gary Smulyan, Etta Cameron, Deborah Brown, Hoteb Galeta, Viktoria Tolstoy, Rigmor Gustafsson, Bobo Stenson, Jukkis Uotila, Chris Potter. 
Som ackompanjatör och arrangör uppträder han frekvent med sångerskor som den engelska världsartisten Claire Martin och Vivian Buszek.
Martin Sjöstedt mottog i oktober 2018, som låtskrivare och arrangör, Gold Badge Award från British Academy of Songwriters, Composers and Authors (BASCA).

## Priser och utmärkelser
- 2013 – Jan Johansson-stipendiet
- 2015 – Bert Levins stiftelse för jazzmusik

## Diskografi

### Under eget namn
- 2002 – Mondeo (som basist)
- 2005 – Slow Charles (som basist)
- 2010 – WhereAbouts (som pianist)
- 2012 – Good to Be (som pianist)
- 2013 – In the Blink of an Eye (med Stockholm Jazz Orchestra)